# ألان غور
ألان غور (بالإنجليزية: Alan Gurr)‏ هو سائق سيارة سباق ومهندس أسترالي، ولد في 3 فبراير 1982 في سيدني في أستراليا.